# Pieve di San Giovanni (Campiglia Marittima)
La pieve di San Giovanni è un edificio sacro che si trova all'interno del cimitero di Campiglia Marittima, in provincia di Livorno.

## Storia
La pieve, nota fin dal 1075, mostra affinità con la pieve di San Giusto a Suvereto nella pianta a croce latina, e nella copertura a capriate sull'esempio dell'architettura romanica pisana.
La facciata ha il portale sormontato da un architrave con motivi a girali e da una lunetta traforata e chiusa da un archivolto bicromo. Di grande importanza è l'architrave del portale sul lato sinistro, attribuito al Maestro Matteo (a cui si deve la realizzazione dell'intero edificio), raffigurante una scena di caccia al cinghiale (forse Meleagro che caccia il cinghiale calidonio) che simboleggia la vittoria di Cristo e dei suoi fedeli sul demonio.

## Il "quadrato magico"

Il quadrato magico

Sotto il tetto della pieve di San Giovanni in alto a sinistra, è presente il palindromo del "Sator", conosciuto anche come Quadrato del Sator murato nella parete esterna.
In questo simbolo dell'Impero romano si ripetono le lettere SPOR EANT.
L'esemplare più antico, sepolto dal Vesuvio il 24 agosto 79, fu dissepolto nel 1936 a Pompei su una colonna della Palestra Grande.

## Altre immagini

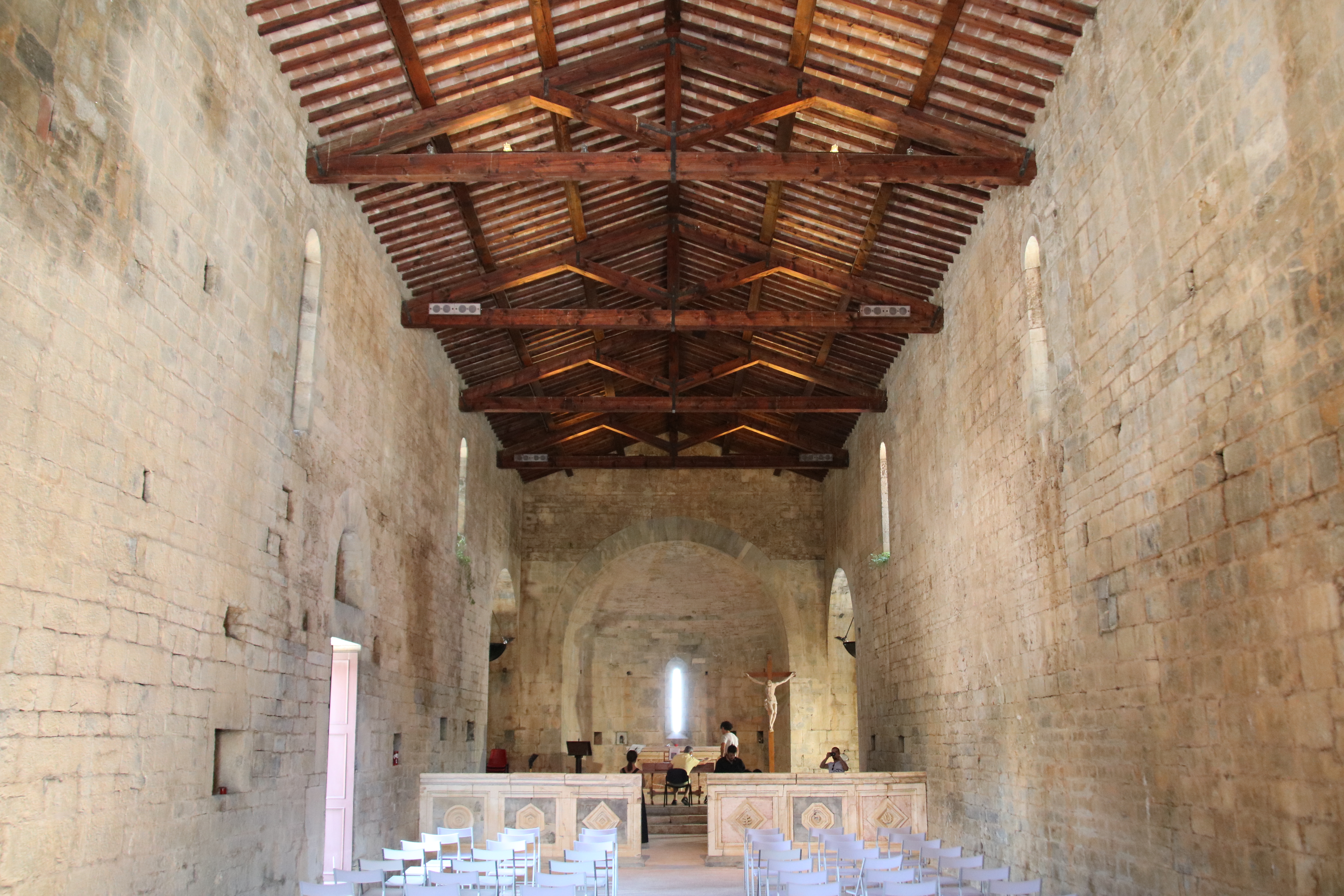
Interno della Pieve
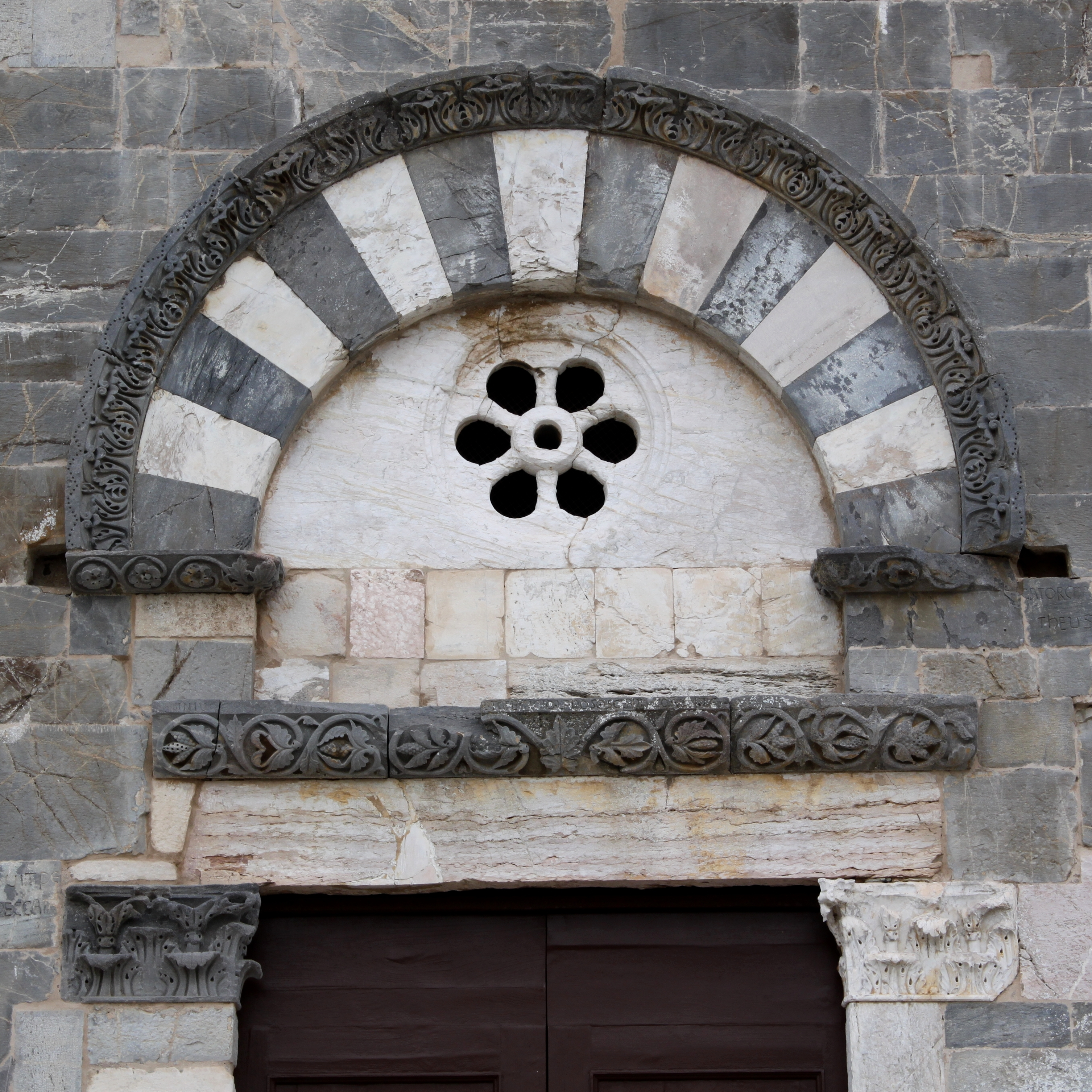
Il portale principale
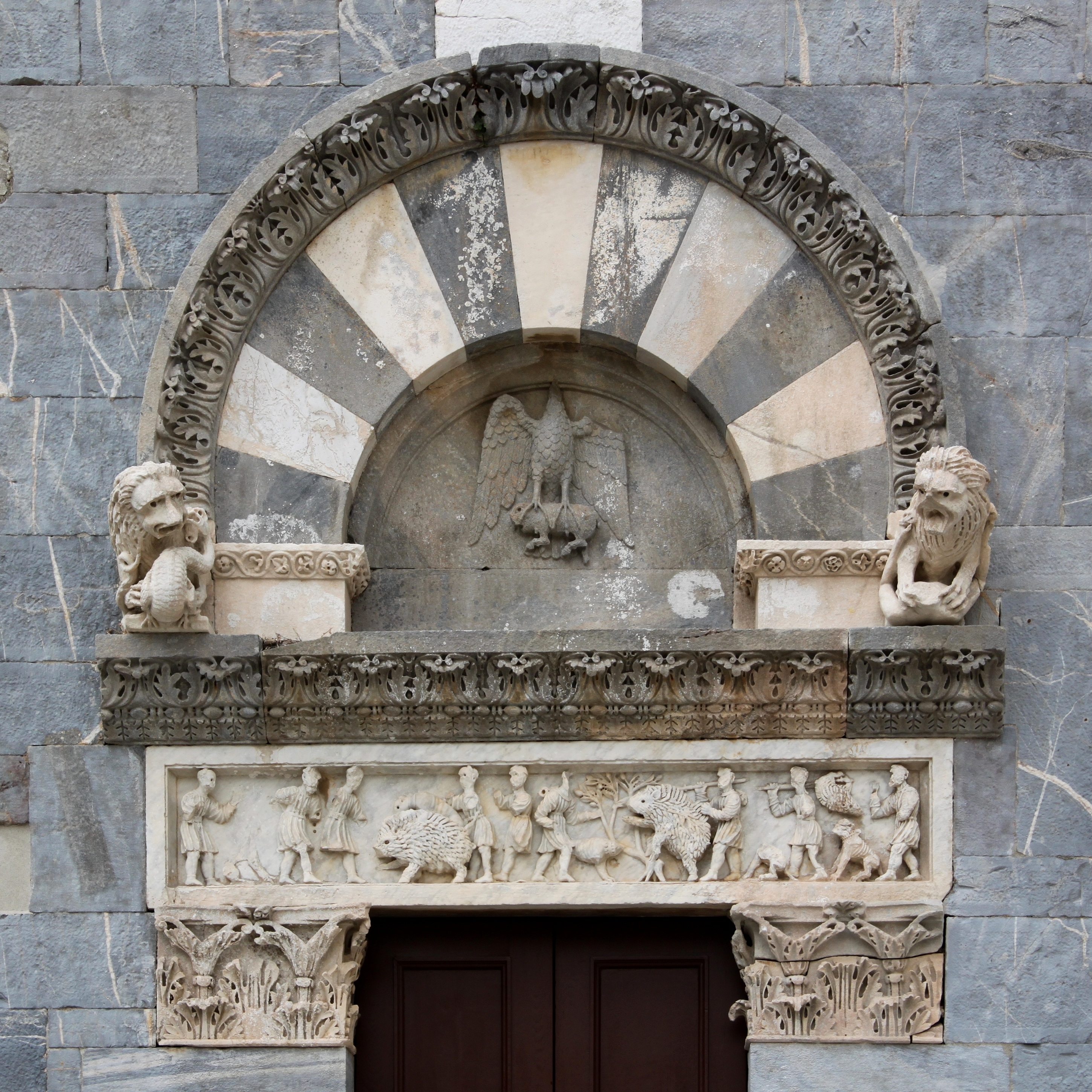
Il portale laterale
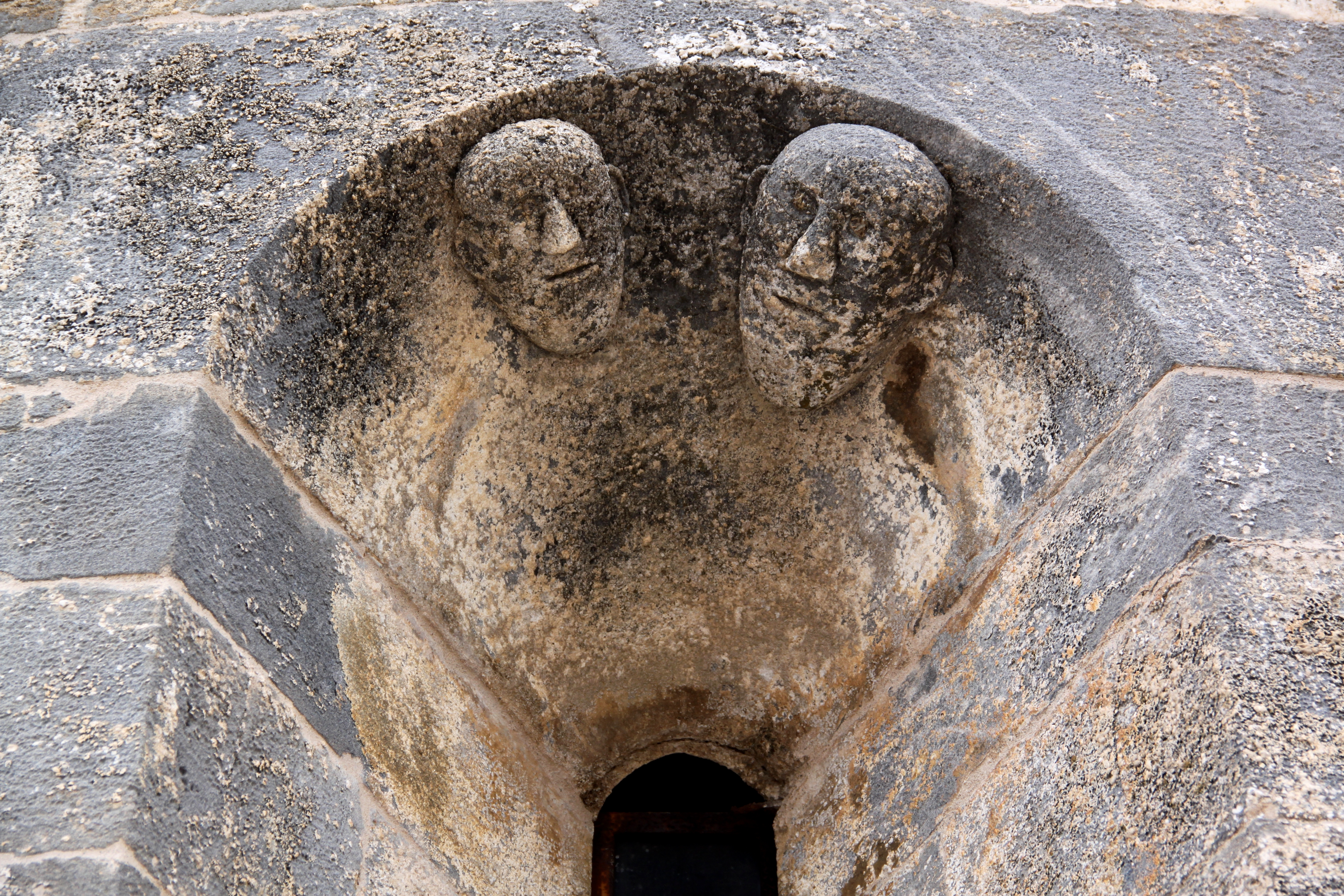
Due facce all'abside
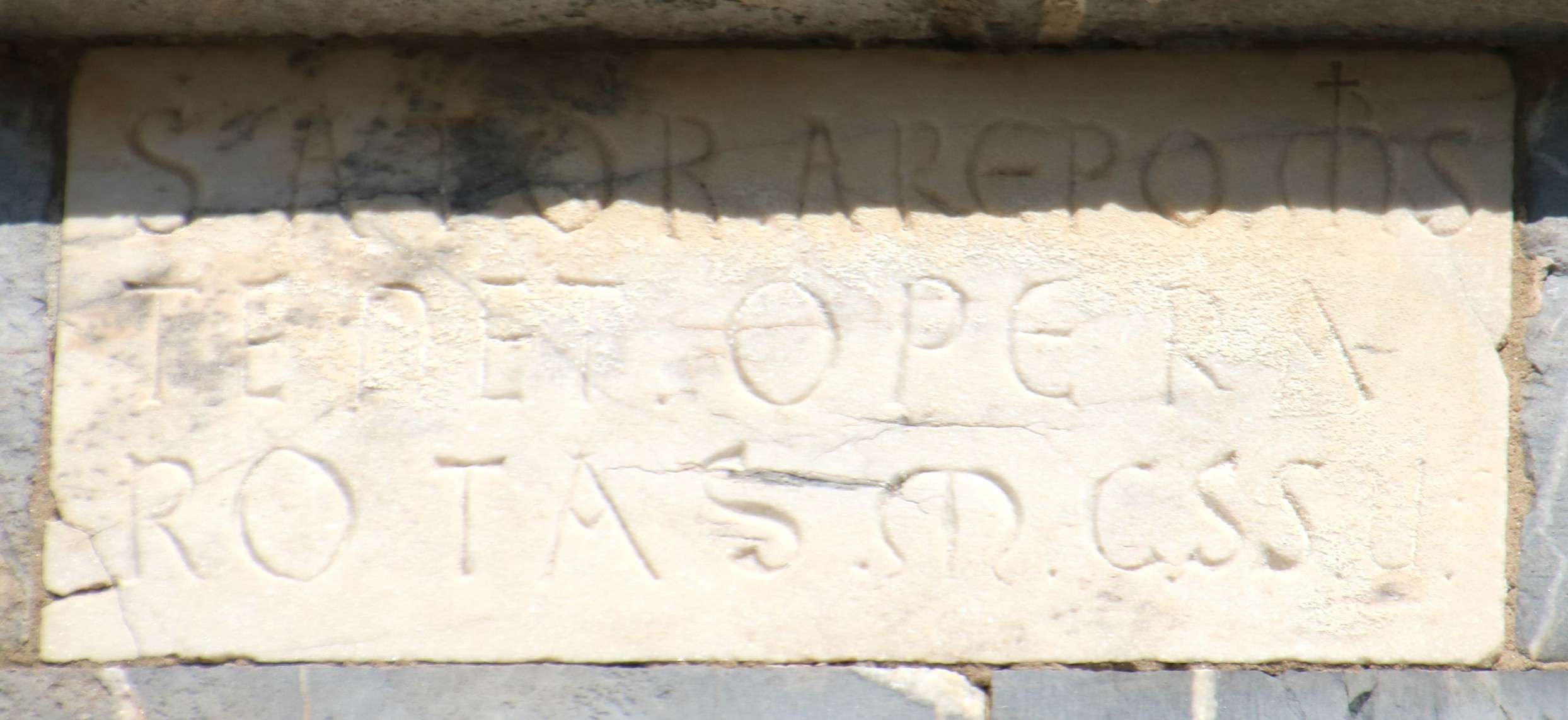
La targa del Sator